# Anna Šochová
Anna Šochová, vlastním jménem Hana Mudrová (1. června 1959 Teplice), je česká spisovatelka, novinářka a sociální pracovnice.

## Život
Vystudovala střední zdravotní školu a pak pracovala v redakci regionálních novin a jako obchodní zástupce. Roku 2013 vystudovala  bakalářský obor na Katedře sociální práce Filozofické fakulty Univerzity Karlovy. Během sociální práce se zaměřila na potřeby rodin s dětmi, domácí násilí, hospodaření a na otázky lidské důstojnosti a pod svým vlastním jménem publikuje v odborném tisku, přednáší na konferencích a vydává i odborné knihy. V současnosti se věnuje seniorům a glosuje společenské dění na blogu Respektu. Je vdaná, má tři syny a bydlí ve Studánce u Aše.
Jako spisovatelka publikuje pod pseudonymem Anna Šochová. Začala roku 1997 žánrem klasické fantasy a za svou trojici novel Záskok (2003), Výměna (2004) a Zeóla (2006) a následně i za povídku A Bůh to vidí (2007) získala Cenu Karla Čapka. Prostředí Ašska ji inspirovalo ke psaní hororově laděných příběhů, často situovaných do prostředí česko-německého pohraničí, se kterými dosáhla největšího úspěchu.
Publikuje povídky v časopisech, například Ikarie (do jejího ukončeni), XB-1, Dech draka nebo Pevnost. Její práce vycházejí v různých fanzinech a antologiích a ve sbornících z literárních soutěží, ve kterých získala celou řadu ocenění. Od roku 2007 má vlastní webové stránky s názvem Koště Anny Šochové. Je členkou Rady Obce spisovatelů a od roku 2020 redaktorkou měsíčníku XB-1.

## Dílo

### Fantasy romány
- Ochránce rodu (Epocha 2008),
- Vládci močálu (Epocha 2010)[12],
- Rozpusť vlasy, otevři bránu (Ikar 2011),
- Karmínový kámen (Knižní klub 2015, historický),
- Císařská sebranka (Jonathan Livingston, 2020, sci-fi)

### Povídky
Výběr z povídek:
- Marijka s rybičkou (Kočas 2010),
- Zeóla (Mlok 2006),
- Odříkaného chleba... (Drakobijci 1),
- Puberťák (Zpěv kovových velryb),
- Starý příběh (Drakobijci 3),
- O Popelce (Roboti a lidi),
- Studna Pravdy ve výběru pohádek O kamnech na jižní točně aneb Pohádky nejen pro dospělé (2014),
- Veliká věc (THE MANY FACES OF 1918, světový sborník),[13]
- Z Ašska – Země ztracenců a prokletých (Nová Forma, sbírka povídek)
- Třináctero divností a zázraků (2020, sbírka povídek),
- Až to přijde (Sarden 2020, e-povídka)

### Odborné publikace
- Potřebujeme se (Nová forma, 2015) pod občanským jménem Hana Mudrová